# マンデル酸-4-モノオキシゲナーゼ
マンデル酸-4-モノオキシゲナーゼ（mandelate 4-monooxygenase）は、アミノ安息香酸分解酵素の一つで、次の化学反応を触媒する酸化還元酵素である。
(S)-2-ヒドロキシ-2-フェニル酢酸 + テトラヒドロビオプテリン + O2 {\displaystyle \rightleftharpoons } (S)-4-ヒドロキシマンデル酸 + ジヒドロビオプテリン + H2O
この酵素の基質は(S)-2-ヒドロキシ-2-フェニル酢酸、テトラヒドロビオプテリン、O2で、生成物は(S)-4-ヒドロキシマンデル酸、ジヒドロビオプレリンとH2Oである。補因子として鉄を用いる。
組織名は(S)-2-hydroxy-2-phenylacetate,tetrahydrobiopterin:oxygen oxidoreductase (4-hydroxylating)で、別名にL-mandelate 4-hydroxylase、mandelic acid 4-hydroxylaseがある。